# Гарі (страва)
Гарі (провідна зірка) — різновид цукемоно (мариновані овочі). Це солодкий, нарізаний тонкими скибочками молодий імбир, який був замаринований з додаванням оцту і цукру.
Гарі зазвичай подають до суші разом з васабі і соєвим соусом. Гарі вживають для того, щоб перебити смак (зняти післясмак) між різними суші. Для цього не обов'язково вживати багато імбиру, достатьно невеликого шматочка. Шматочок імбиру гарі також можна використовувати в якості пензлика для змазування суші соєвим соусом.
При приготуванні гарі зі свіжого імбиру під дією оцту він набуває рожевого кольору навіть без додавання барвників. У випадку з торішнім імбиром колір майже не змінюється. Багато виробників гарі додають штучний барвник (в деяких випадках E124 і/або буряковий сік, периллу).